# أسروان (مشهد ميقان)
أسروان (بالفارسية: اسروان) هي قرية تقع في إيران في قسم مشهد میقان الريفي.